# 銀海寺居祖庵靈山殿
36°01′13″N 128°45′52″E / 36.020144°N 128.764426°E
銀海寺居祖庵靈山殿（韓語：은해사 거조암 영산전）位於韓國慶尚北道永川市，為一棟高麗王朝時期（西元918－1392年）的佛教殿宇，建於高麗禑王元年（西元1375年），距今有超過六百年的歷史。銀海寺居祖庵靈山殿在1962年12月被列為韓國國寶第14號。

## 簡介

### 歷史沿革
銀海寺位於永川市淸通面，為大韓佛教曹溪宗第10教區本寺、慶尚北道地區代表性寺院。銀海寺最初於新羅憲德王元年（西元809年）由惠哲（785－861）所創建，當時稱為海眼寺。後來經過數次的毀壞與重建，於朝鮮明宗元年（西元1546年）遷移至現址，這時設立了法堂與碑石，並被封為朝鮮仁宗的胎室（태실），改稱銀海寺。
居祖庵位於銀海寺西北方約4公里處，最初建立的日期早於銀海寺。一說創建於新羅孝成王二年（西元738年），另一說建於景德王（西元742－764年）時期。居祖庵之寺院規模較銀海寺小，其與附近的百興庵、中巖庵等八座寺廟後來均成為銀海寺的附屬寺院。現存居祖庵的建築，除了靈山殿建於高麗王朝時期，其餘均為之後於朝鲜王朝時期（西元1392－1897年）重建的建築。

### 結構與文物價值
居祖庵靈山殿在1972年整修時發現了墨書銘，其上記載靈山殿建於高麗禑王元年（西元1375年）。靈山殿格局為正面寬七間、側面深三間的長方形，屋頂為懸山式屋頂。其結構相當簡潔，斗栱採用柱包心式，殿內屋頂無天花板，露出橫梁。靈山殿內供奉了526尊造型、表情均不同，以石頭雕刻的羅漢像。
靈山殿與浮石寺無量壽殿（韓國國寶第第18號，建於西元1376年）、浮石寺祖師堂（韓國國寶第第19號，建於西元1377年）約為同時期建成，為韓國少數現存高麗王朝時代的木造建築，具備特殊歷史文物意涵。銀海寺居祖庵靈山殿在1962年12月10日被列為韓國國寶第14號。

## 圖集

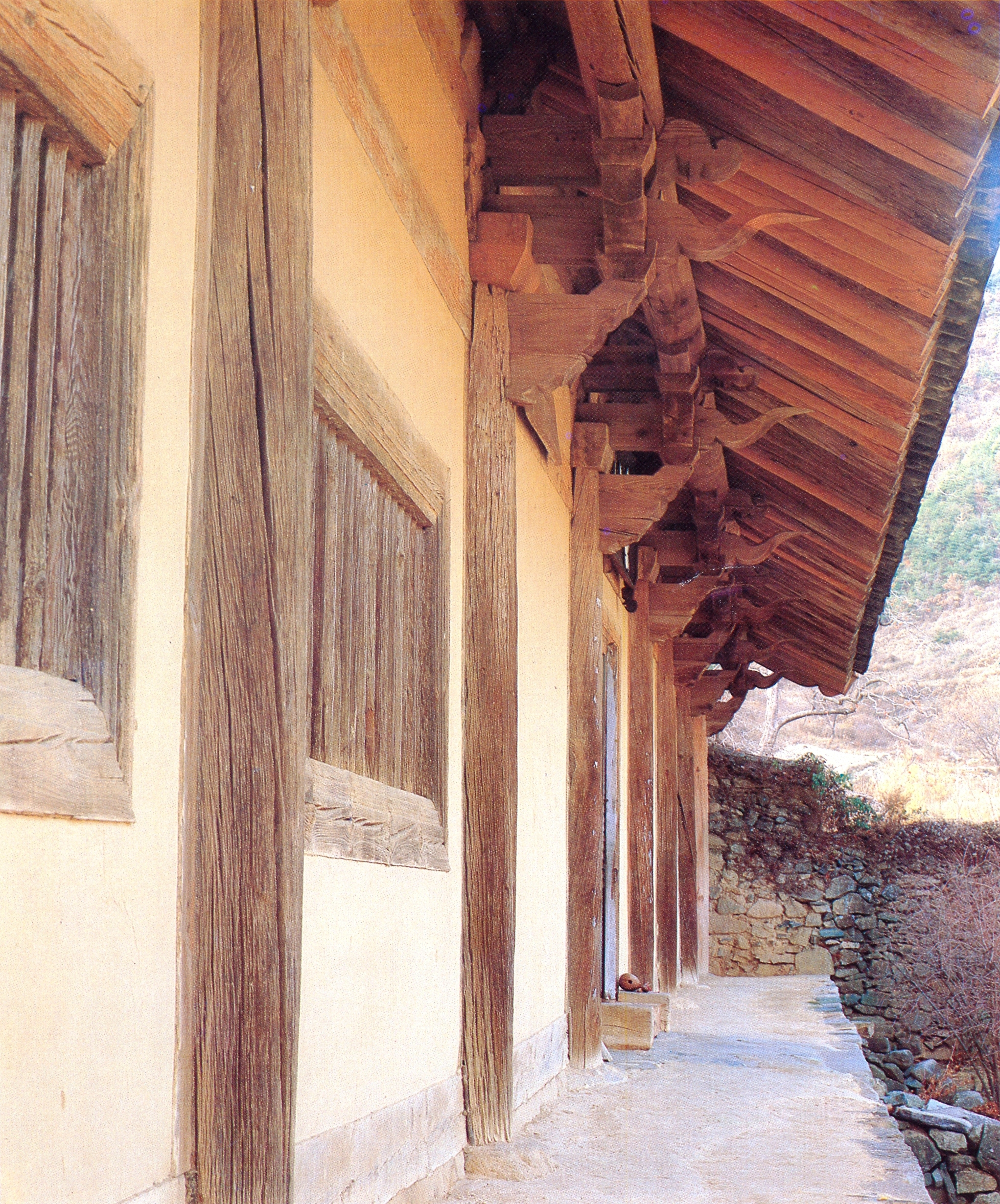
靈山殿屋簷下
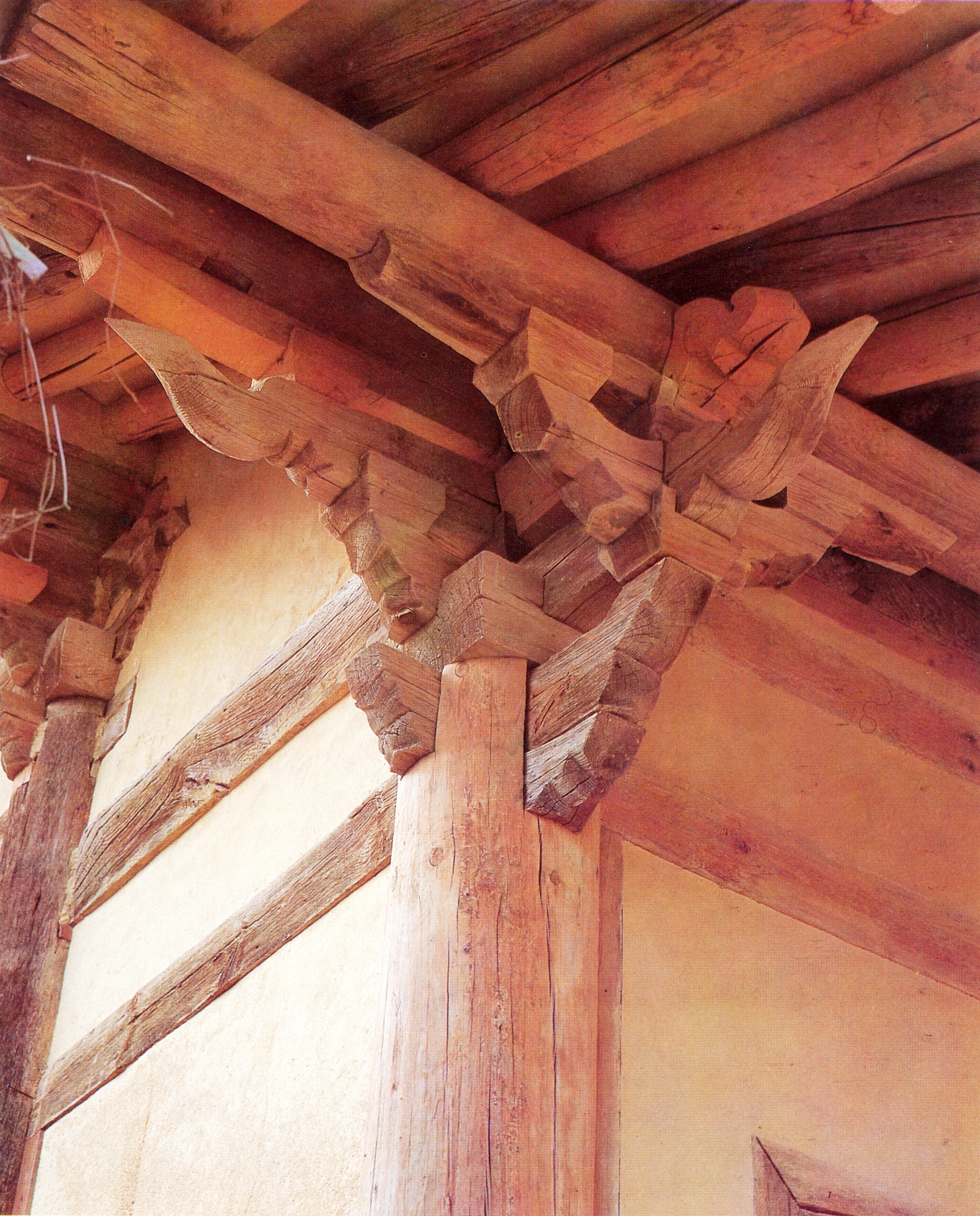
靈山殿斗栱結構為柱包心式
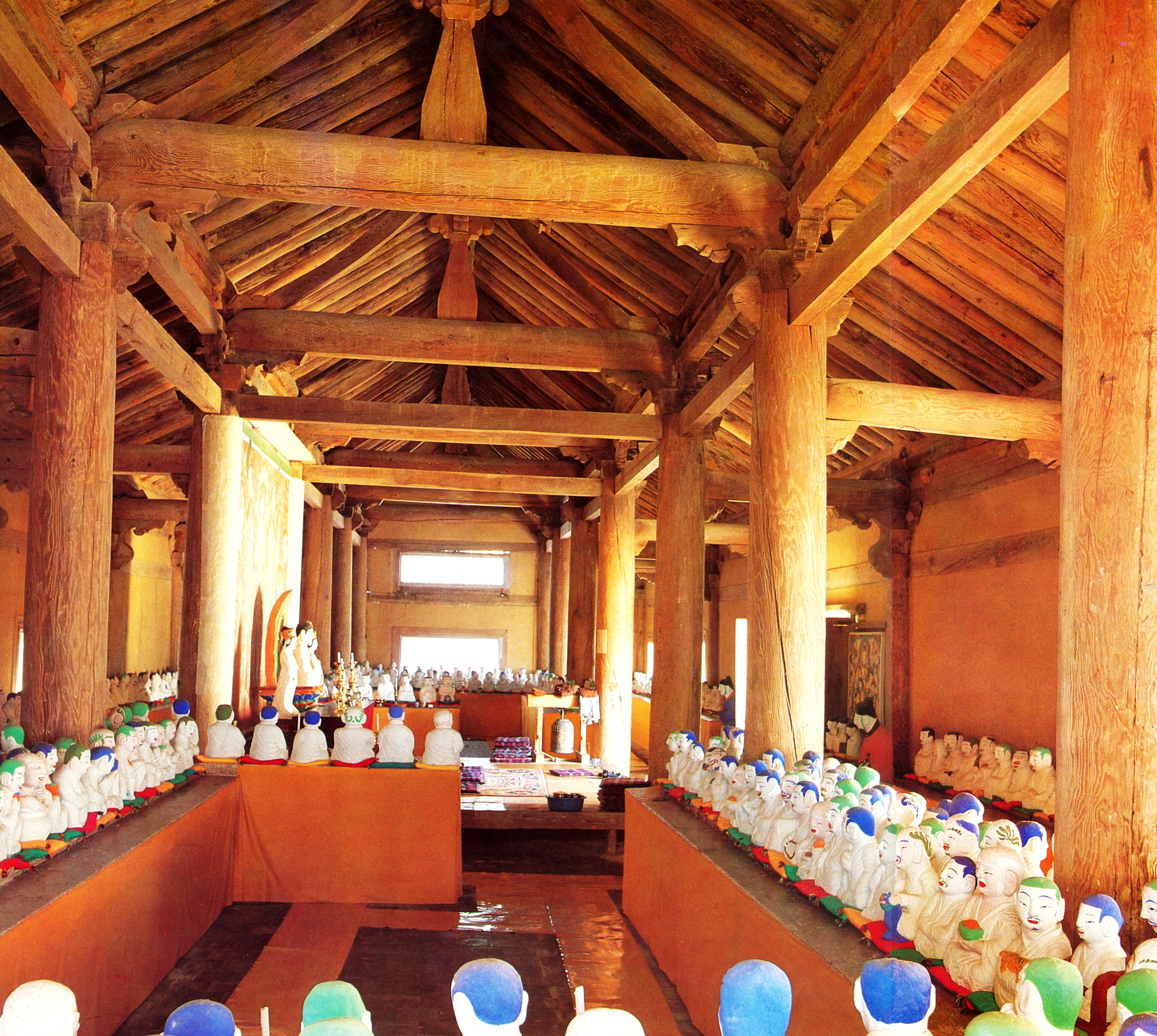
靈山殿內供奉526尊石造羅漢像

## 外部連結
- 銀海寺官方網站 （页面存档备份，存于）